# Salomé (cantora)
María Rosa Marco Poquet (Barcelona, 21 de junho de 1939), cujo nome artístico é Salomé, é uma cantora espanhola.
No Festival Eurovisão da Canção 1969, Salomé interpretou a canção "Vivo Cantando", composta por Maria José Cerato e letra de Aniano Alcalde. A sua canção compartilhou a vitória do festival desse ano junto com as canções interpretadas por Frida Boccara, da França, Lulu, do Reino Unido, e Lenny Kuhr, dos Países Baixos.
A cantora gravou "Vivo Cantando" em oito línguas: espanhol, catalão, basco, francês, alemão, italiano, inglês, e servo-croata.

## Discografia
Singles seleccionados
- 1967-1977
  - S'en va anar / Si vols
  - Esperame / Recuérdame / Puedo morir mañana / Cuando estoy contigo
  - Puedo morir mañana / Esperaré
  - La santa espina / Tot dansant
  - Vivo Cantando / Amigos, amigos
  - Una música / Tens la nit
  - Dónde están / Déjame volver
  - Com el vent / Les teves mans
  - El jinete / ¿Sabes que tengo ganas?

Recopilaciones seleccionadas:
- Salomé 1962-1963 2 CD

O lado B do disco "Vivo Cantando" era "Amigos, Amigos" que ficou em 2.º lugar da final espanhola de 1969. 